# Mary Villiers, comtesse de Buckingham
 (mai 2024).
Mary Villiers, comtesse de Buckingham (ca. 1570-1632) était une noble anglaise, connue pour être la mère de George Villiers (1er duc de Buckingham), le favori du roi Jacques VI d'Ecosse, puis Jacques Ier d'Angleterre et d'Irlande.

## Biographie
Mary Beaumont naît vers 1570. Elle est la fille d'un gentilhomme de Leicestershire nommé Sir Anthony Beaumont, qui appartenait à une branche mineure de la famille Beaumont. Quoique certains de ses contemporains ridiculisaient les origines modestes de Mary, son père était descendu des Barons Beaumont par la lignée paternelle et, par celle maternelle, du roi d'Angleterre, Henri III.
Malgré son manque de fortune, sa beauté enchantait le veuf Sir George Villiers, cousin d'une branche voisine des Beaumont. Ils se marièrent vers 1590. Ils eurent ensemble quatre enfants, John Villiers, Susan Villiers, George Villiers, et Henry Villiers.
Sir George mourut en janvier 1606 et la plupart de sa propriété passa à son fils aîné, issu de son premier mariage. Il était ainsi nécessaire que Mary déménageât à la maison de douaire, quoiqu'elle retenait encore une jointure de 200 livres sterling par an et un intérêt viager sur le domaine de Goadby Marwood.
Moins de six mois après le décès de son premier mari, elle épouse Sir William Reyner. Il meurt peu de temps après le mariage, en novembre 1606.
Suivant le décès de son deuxième mari, elle se rapprochait de Sir Thomas Compton, le fils d'un pair bien lié à la cour anglaise. Ils se marièrent vers 1609. En reconnaissant le potentiel de son troisième fils, George, qui se montrait déjà beau et élégant, elle l'envoya en France pour qu'il puisse apprendre les bonnes manières et la langue française.

## Proéminence à la cour de Jacques Ier
George Villiers rentre en Angleterre en 1612 et apparaît à la cour royale peu de temps après. Le roi Jacques est frappé par lui et se mit rapidement à combler George de ses faveurs. 
Le roi la fit comtesse de Buckingham en 1618, supposément à condition qu'elle se retirât de la cour. En 1620, son fils George épouse Lady Katharine Manners, héritière énormément riche. Les ennemis de Mary prétendent qu'elle aurait contraint Katharine d'épouser George en arrangeant qu'ils dormissent dans la même maison sans chaperon, compromettant ainsi la vertu de Katharine.
Au début des années 1620, elle se convertit au catholicisme. Le prêtre contemporain, Christopher Newstead, lui dédie son livre Une apologie aux femmes, dans lequel il la loue comme « bien excellement vertueux  » et « exquise ».

### Mort
Elle meurt le 19 avril 1632 et son corps est enterré peu de jours après à l'Abbaye de Westminster. Son tombeau de marbre est sculpté d'effigies de Mary et son premier mari Sir George Villiers, quoiqu'il soit enterré à l'Église de Saint Denys en Leicestershire.

## Interprétations dans les médias
Mary Villiers est interprétée par l'actrice Julianne Moore dans la mini-série Mary and George, sortie en 2024.